# Edru
Edru – wieś w Estonii, w prowincji Virumaa Zachodnia, w gminie Rakke.